# Verwaltungsgemeinschaft Jeßnitz-Bobbau
In der Verwaltungsgemeinschaft Jeßnitz-Bobbau waren die Gemeinde Bobbau und die Stadt Jeßnitz im sachsen-anhaltischen Landkreis Bitterfeld zusammengeschlossen. Am 1. Januar 2005 wurde sie aufgelöst, indem die Gemeinde Bobbau der Verwaltungsgemeinschaft Wolfen und die Stadt Jeßnitz der Verwaltungsgemeinschaft Raguhn angegliedert wurde.